# Tournoi européen FIRA de rugby à XV 1936
Navigation
Tournoi européen FIRA 1935
(non-officiel) Tournoi européen FIRA 1937
Le Tournoi européen FIRA de rugby à XV 1936 est organisé par la Fédération internationale de rugby amateur du 14 au 17 mai en Allemagne, trois mois avant les Jeux olympiques d'été, un tournoi regroupant quatre équipes. Le rugby avait été sport olympique en 1900, 1908, 1920 et 1924, puis retiré du programme officiel après les Jeux de Paris. Le tournoi de rugby de Berlin n'est mentionné dans aucun rapport officiel du comité d'organisation et n'a jamais bénéficié du statut de sport de démonstration pour ces Jeux. En revanche, il est considéré comme le précurseur du Championnat européen des Nations et figure à ce titre dans le palmarès de la compétition.
Quatre équipes sont en lice dans ce tournoi qui se déroula au stade du Berliner Sport-Club. La France bat l'Allemagne en finale sur le score de 19 à 14 au terme d'un match très serré et l'Italie prend la 3e place face à la Roumanie sur le score de 8 à 7.

## Tableau
|  | Demi-finales   | Demi-finales   |                        |    | Finale         | Finale         |
|  | Demi-finales   | Demi-finales   |                        |    | Finale         | Finale         |
|  |                |                |                        |    |                |                |
|  | le 14 mai 1936 | le 14 mai 1936 |                        |    | le 17 mai 1936 | le 17 mai 1936 |
|  | le 14 mai 1936 | le 14 mai 1936 |                        |    | le 17 mai 1936 | le 17 mai 1936 |
|  | France         | 25             |                        |    | le 17 mai 1936 | le 17 mai 1936 |
|  | France         | 25             |                        |    | le 17 mai 1936 | le 17 mai 1936 |
|  | Roumanie       | 5              |                        |    | le 17 mai 1936 | le 17 mai 1936 |
|  | Roumanie       | 5              | France                 | 19 |                |                |
|  | le 14 mai 1936 |                | France                 | 19 |                |                |
|  |                | Allemagne      | 14                     |    |                |                |
|  | Allemagne      | Allemagne      | 14                     | 19 |                |                |
|  | Allemagne      |                |                        | 19 |                |                |
|  | Italie         | 8              |                        |    |                |                |
|  | Italie         | 8              | Match pour la 3e place |    |                |                |
|  |                |                |                        |    |                |                |
|  | le 17 mai 1936 |                |                        |    |                |                |
|  |                |                |                        |    |                |                |
|  | Italie         | 8              |                        |    |                |                |
|  | Italie         | 8              |                        |    |                |                |
|  | Roumanie       | 7              |                        |    |                |                |
|  | Roumanie       | 7              |                        |    |                |                |

## Finale
| 17 mai 1936 | France | 19 – 14 (8 – 9) | Allemagne                                          | Sportplatz Grunewald Berlin Arbitre : M. Vander Mörve |
| 17 mai 1936 | Essai(s) : 5 essais de Desclaux (2), Daguerre, Celhay et Geschwind Transformation(s) : 2 transformations de Raynal et Thiers |                 | Essai(s) : 3 Transformation(s) : 1 Pénalité(s) : 1 | Sportplatz Grunewald Berlin Arbitre : M. Vander Mörve |
| 17 mai 1936 | |                 |                                                    | Sportplatz Grunewald Berlin Arbitre : M. Vander Mörve |

## Équipes

### Vainqueur
| Entraîneur | Entraîneur             | R. Crabos , J. Semmartin , Joseph Lanusse            |
| Avants     | Pilier                 | M. Laurent (FC Auch), F. Daguerre (B.O.)             |
| Avants     | Talonneur              | A. Rochon (AS Montferrand)                           |
| Avants     | Deuxième ligne         | A. Goyard (L.O.U.), É. Ithurra (B.O.)                |
| Avants     | Troisième ligne aile   | F. Raynal (U.S.A.P.), L. Cognet (AS Montferrand)     |
| Avants     | Troisième ligne centre | L. Dupont (R.C.F.)                                   |
| Arrières   | Demi de mêlée          | P. Thiers (AS Montferrand)                           |
| Arrières   | Demi d'ouverture       | G. Libaros (Stadoceste tarbais)                      |
| Arrières   | Centre                 | J. Desclaux (cap.) (U.S.A.P.), J. Coderc (RC Châlon) |
| Arrières   | Ailier                 | M. Celhay (B.O.), P. Geschwind (R.C.F.)              |
| Arrières   | Arrière                | M. Savy (AS Montferrand)                             |

Remplaçants : R. Lombarteix (AS Montferrand), Prud'homme (L.O.U.), R. Arotca (B.O.), J. Dorot (Racing club de France), J. Blond (Stade français), J. Fau (AS Carcassonne), F. Raynaud (AS Carcassonne), F-M. Sahuc (Stade toulousain), M. Capendeguy (St-Jean-de-Luz)
| Avants - M. Schroers (DRC Hannover) - K. Metzger (SC 1880 Frankfurt) - E. Derleth (Frankfurt TV 60) - E. Thiesies (Tennis Borussia Berlin) | - H. Kocher (RG Heidelberg) - A. Koch (SV Odin Hannover) - W. Pfisterer (RG Heidelberg) - O. Oppermann (FV 1897 Linden) |

| Arrières - K. Loos (Heidelberger RK) - H. Hanning (Rasenspiele Hannover) - K. Hübsch (Heidelberger RK) - H. Schwanenberg (c) (DSV 78 Hanovre) | - W. Zichlinski (FV 1897 Linden) - W. Dünnhaupt (SV Odin Hannover) - G. Isenberg (DSV 78 Hanovre) |

| Remplaçants - A. Aue - W. Roth - F. Bukowski |

| Entraîneur : ? |

| Avants - Tommaso Fattori (Rugby Rome) - S. Bonfante (CUS Torino Rugby) - G. Zoffoli (Rugby Rome) - Angelo Albonico (CUS Torino Rugby) | - Vincenzo Bertolotto (CUS Torino Rugby) - Giuseppe Visentin (Amatori Rugby Milan) - I. Aloisio (Amatori Rugby Milan) - Arturo Re Garbagnati (Amatori Rugby Milan). |

| Arrières - M. Campagna (c) (Amatori Rugby Milan) - Giuseppe Piana (CUS Torino Rugby) - R. Maffioli (Amatori Rugby Milan) - Francesco Vinci III (Rugby Rome) | - G. Rizzoli (Rugby Bologne 1928) - Aurelio Cazzini (Amatori Rugby Milan) - Riccardo Centinari (Amatori Rugby Milan). |

| Remplaçants - Orlando Maestri (Amatori Rugby Milan) - Eraldo Sgorbati (Amatori Rugby Milan) - Sandro Vigliano (CUS Torino Rugby) - Ardissone (CUS Torino Rugby) - Pinardi (CUS Torino Rugby). |

| Entraîneurs - Michel Boucheron - Luigi Bricchi |

| Avants - I. Tarabega (Sportul Studențesc) - G. Fântâneanu (Sportul Studențesc) - S. Ionescu (Sportul Studențesc) - S. Bârsan (Tennis Club Român) | - S. Burlescu (AP Stadiul Român București) - G. Ionescu (AP Stadiul Român București) - E. Mărculescu (Sportul Studențesc) - M. Slobozeanu (AP Stadiul Român București) |

| Arrières - A. Mărăşeşcu (Sportul Studențesc) - N. Crissoveloni (c) (Tennis Club Român) - A. Damian (Sportul Studențesc) - I. Popa (Tennis Club Român) | - V. Grigorescu (Sportul Studențesc) - I. Irimia (AP Stadiul Român București) - C. Dinescu (Sportul Studențesc) - E. Sfetescu (AP Stadiul Român București) |

| Remplaçants - A. Matescu - Nicolescu - Epure - Craciunescu - Tudor - E. Sfetescu (AP Stadiul Român București) - C. Beju (Viroful Dacia) - Anastasiade - Florea |

| Entraîneur - G. Gonnetant |